# NGC 999
NGC 999 este o galaxie situată în constelația Andromeda. A fost descoperită în 8 decembrie 1871 de către Édouard Stephan⁠(d). Se află la o distanță de 59,8 de megaparseci de Pământ.